# Julian Dean
Julian Dean (ur. 28 stycznia 1975 w Waihi) – nowozelandzki kolarz szosowy profesjonalnej ekipy GreenEDGE Cycling.

## Życiorys

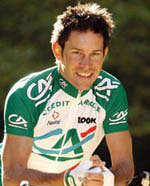
Julian Dean w barwach Crédit Agricole

Dean przygodę z kolarstwem rozpoczynał w lokalnym klubie BMX w rodzinnym Waihi, gdzie dwa razy kończył Mistrzostwa Nowej Zelandii na 3. miejscu. Dean swoich sił próbował również w triatlonie, w którym szczególnie upodobał sobie kolarstwo. Dobra jazda Deana skutkowała powołaniem do reprezentacji Nowej Zelandii, gdzie występował na torze, jak i na szosie. W 1996 przeszedł na zawodowstwo.
W 1997 roku dostał szansę występowania w barwach grupy Shaklee. W 1999 roku podpisał kontrakt z U.S. Postal. Po trzech latach jazdy przy boku Lance’a Armstronga, Dean związał się z CSC-Tiscali. W marcu 2002 roku spotkała go przykra kontuzja, złamanie kończyny dolnej, co wykluczyło go na trzy miesiące.
W 2004 roku przyłączył się do ekipy Crédit Agricole. Miał tam pomagać sprinterowi Thorowi Hushovdowi. Dzięki temu corocznie mógł występować na Wielkich Tourach, które kończył jednak przeważnie w drugiej setce. W 2007 roku wygrał Mistrzostwa Nowej Zelandii. Ten wyczyn powtórzył również rok później. W 2008 roku związał się z drużyną Garmin-Slipstream, w której jeździ do tej pory.
17 lipca 2009 roku, podczas 13. etapu Tour de France Julian Dean został trafiony w palec u dłoni metalowym pociskiem z wiatrówki. Do incydentu doszło na zjeździe, w okolicach 165. kilometra. Ranny został również kolarz Rabobanku, Oscar Freire. Na szczęście obrażenia Nowozelandczyka i Hiszpana nie były poważne.

## Najważniejsze zwycięstwa i sukcesy

### tor
- 1993
  - 3. miejsce w mistrzostwach świata (do lat 19, wyścig druż. na dochodzenie)
- 1995
  -  1. miejsce w mistrzostwach Nowej Zelandii (1 km start zatrzymany)
- 1996
  -  1. miejsce w mistrzostwach Nowej Zelandii (wyścig punktowy)
  -  1. miejsce w mistrzostwach Nowej Zelandii (wyścig ind. na dochodzenie)

### szosa
- 1999
  - 1. miejsce w Tour de Wellington
    - 1. miejsce na 11. etapie

  - 1. miejsce na 2. i 7. etapie Tour of Britain
- 2001
  - 1. miejsce w Philadelphia International Championship
  - 1. miejsce na 4. etapie Vuelta a Castilla y León
- 2003
  - 1. miejsce w Tour de Wallonie
    - 1. miejsce na 4. i 5. etapie

  - 1. miejsce w Philadelphia International Championship
  - 1. miejsce na 2. etapie Circuit Franco-Belge
- 2004
  - 2. miejsce w Tour of Britain
- 2007
  -  1. miejsce w mistrzostwach Nowej Zelandii (start wspólny)
  -  1. miejsce w mistrzostwach Nowej Zelandii (kryterium)
- 2008
  -  1. miejsce w mistrzostwach Nowej Zelandii (start wspólny)
  - 1. miejsce na 1. etapie Giro d’Italia (jazda druż. na czas)
  - 3. miejsce w Tour of Ireland
- 2011
  - 1. miejsce na 2. etapie Tour de France (jazda druż. na czas)

## Starty w Wielkich Tourach
| Grand Tour | 2004 | 2005 | 2006 | 2007 | 2008 | 2009 | 2010 | 2011 | 2012 |
| ---------- | ---- | ---- | ---- | ---- | ---- | ---- | ---- | ---- | ---- |
| Giro       | -    | DNF  | -    | 93.  | DNF  | 136. | DNF  | -    | -    |
| Tour       | 127. | -    | 127. | 107. | 110. | 121. | 157. | 145. | -    |
| Vuelta     | -    | DNF  | -    | -    | -    | 132. | DNF  | -    | 158. |